# Юрген Патока
Юрген Патока (на немски: Jürgen Patocka) е роден на 30 юли 1977 г. във Виена, Австрия. Той е австрийски футболист и играе за националния отбор на страната.

## Статистика
- 92 мача и 12 гола за СК Аустрия Лустенау (2001 – 2004)
- 90 мача и 6 гола за СВ Матерсбург (2004 – 2007)
- 35 мача и 2 гола за СК Рапид Виена (2007-настояще)